# Ultramarin szajkó
Az ultramarin szajkó  (Aphelocoma ultramarina) a madarak osztályának verébalakúak (Passeriformes) rendjébe és a varjúfélék (Corvidae) családjába tartozó faj.
Magyar neve forrással nincs megerősítve.

## Rendszerezése
A fajt Charles Lucien Jules Laurent Bonaparte francia ornitológus írta le 1865-ben, a Corvus  nembe Corvus ultramarinus néven.

## Alfajai
- Aphelocoma ultramarina colimae (Nelson, 1899) - Mexikó nyugati részén, Jalisco állam északnyugati része és Colima állam
- Aphelocoma ultramarina ultramarina (Bonaparte, 1825) - Közép-Mexikó déli része [2]

## Előfordulása
Mexikó területén honos. Természetes élőhelyei a szubtrópusi és trópusi síkvidéki és hegyi esőerdők. Állandó, nem vonuló faj.

## Megjelenése
Testhossza 32 centiméter, testtömege 77-150 gramm.
|  |

## Természetvédelmi helyzete
Az elterjedési területe nagyon nagy, egyedszáma ugyan csökken, de még nem éri el a kritikus szintet. A Természetvédelmi Világszövetség Vörös listáján nem fenyegetett fajként szerepel.